# ザ・ベスト・オブ・セリーヌ・ディオン
『ザ・ベスト・オブ・セリーヌ・ディオン』（英: The Best of Celine Dion）は1988年にヨーロッパ限定で発売されたセリーヌ・ディオンのフランス語版ベスト・アルバム。セリーヌ・ディオンにとって通算14枚目のフランス語版アルバムで、うち3枚目のベストアルバムである。ドイツではVivreに改名して発売された。

## アルバム概要
このアルバムはシングル「私をおいて旅立たないで」のヒットを受けて発売されたディオンのベスト・アルバム。1988年4月30日、ディオンはこの歌をユーロビジョン・ソング・コンテストで歌い優勝した 。
アルバムは以下のフランスで発売されたシングルのほとんどが収録されている。「愛か友情か」（1983年）、「彼が去っていった」（1983年）、「あなたのため」（1985年）、「ビリー」（1986年）、「いやなの」（1987年）、「修道女の恋」 （1988年）、「私をおいて旅立たないで」（1988年）。アルバム中、最後の4曲は本国カナダでのいずれのアルバムにも収録されていない。
総売り上げは10万枚。このアルバムは2005年に『オン・ヌ・シャンジュ・パ』が発売されるまでの17年間、ディオンのフランス語における最後のベストアルバムであった。

## 収録曲
1. 「私をおいて旅立たないで」（N. Martinetti, A. Sereftug） – 3:07
2. 「ビリー」（P. Lemaitre, E. Marnay） – 3:09
3. 「いやなの」（R. Musumarra, E. Marnay） – 4:06
4. 「愛か友情か」（R. Vincent, J.P. Lang, E. Marnay） – 4:05
5. 「彼が去っていった」（C. Loigerot, T. Geoffroy, E. Marnay） – 3:05
6. 「生きるために」（A. Popp, E. Marnay） – 4:04
7. 「修道女の恋」（D. Barbelivien） – 3:32
8. 「あなたのため」（F. Orenn, E. Marnay） – 4:07
9. 「家路」（A. Bernard, P. Lemaitre, E. Marnay） – 4:16
10. 「3時20分」（P. Lemaitre, E. Marnay） – 3:41
11. 「幸せの小鳥たち」（A. Popp, E. Marnay） – 3:43
12. 「バンジャマン」（P. Papadiamandis, E. Marnay） – 4:38

## 発売日
| 地域                           | 日付   | レーベル | 規格     | カタログ    |
| ------------------------------ | ------ | -------- | -------- | ----------- |
| デンマーク、フランス、スペイン | 1988年 | Carrere  | CD       | 96-545      |
| デンマーク、フランス、スペイン | 1988年 | Carrere  | レコード | 66-545      |
| デンマーク、フランス、スペイン | 1988年 | Carrere  | カセット | 76-545      |
| ドイツ                         | 1988年 | Carrere  | CD       | CAR 8 26833 |
| ドイツ                         | 1988年 | Carrere  | レコード | CAR 6 26833 |
| ドイツ                         | 1988年 | Carrere  | カセット | CAR 4 26833 |
| スイス                         | 1988年 | Mega     | CD       | MRCD 3314   |
| スイス                         | 1988年 | Mega     | レコード | MRLP 3314   |
| スイス                         | 1988年 | Mega     | カセット | MRMC 3314   |